# Massimo Ercolani
Massimo Ercolani, né le 30 novembre 1957 à Saint-Marin et décédé le 20 août 2009, était un pilote automobile saint-marinais qui courut en rallyes automobiles.

## Biographie
Son meilleur résultat en WRC est une 7e place en 1984 au Rallye Sanremo, sur Opel Ascona 400. Il a participé à 15 épreuves du championnat mondial entre 1984 et 1997, et a eu le français Gilles Thimonier pour copilote en 1988.
Son meilleur résultat en championnat d'Italie fut une 6e place en 1997.
Son fils Lorenzo a été copilote dans le championnat italien, au milieu des années 2000.

## 3 victoires comptabilisées en championnat d'Europe (ERC)
- Rallye de Saint-Marin: 1985, 1991, et 1996 (2e en 1986, 1989, 1992, et 1993) (8 podiums en 11 ans);

(nb: il termine encore 3e de son rallye national en 2000, à 43 ans; seul Piero Longhi l'a remporté à 4 reprises (ultérieurement, et consécutivement alors))

## Victoire en championnat des rallyes terre d'Italie
- Rallye Aviano de Piancavallo.